# Zhu Yangzhu
Zhu Yangzhu (in cinese: 朱杨柱; Jiangsu, Settembre 1986) è un astronauta cinese. Nel 2023 ha partecipato alla sua prima missione spaziale, la Shenzhou 16, durante la quale ha trascorso sei mesi a bordo della Stazione spaziale Tiangong con il ruolo di Specialista di carico.